# Déchirures
Déchirures est un recueil de nouvelles de genre fantastique de l'auteur français Cédric Sire.
Il est composé de neuf nouvelles qui se déroulent dans le même univers, c'est du moins ce qu'on peut voir en constatant que de nombreux personnages réapparaissent au fil des pages, bien que les nouvelles ne se suivent pas.
Ce recueil a été élu Coup de Cœur 2006 des Bibliothèques de Paris.

## Éditions imprimées
- Première édition en grand format, (fr) Déchirures, Éditions Nuit d'avril, 2005, 249 p.  (ISBN 2350720047)

- Réédition en grand format, Déchirures, Éditions Le Pré aux clercs, 2010  (ISBN 2350720047)